# Guðrún Sóley Gunnarsdóttir
Guðrún Sóley Gunnarsdóttir (* 15. September 1981) ist eine ehemalige isländische Fußballspielerin. Die Innenverteidigerin wurde zwischen 1999 und 2009 in der isländischen Nationalmannschaft eingesetzt und nahm an der Fußball-Europameisterschaft der Frauen 2009 teil. Kurz danach musste sie aufgrund einer bei der EM erlittenen Kopfverletzung ihre Karriere beenden. Auf Vereinsebene spielte sie in Island für KR Reykjavík und Breiðablik Kópavogur sowie in Schweden für Djurgården Damfotboll.

## Karriere

### Verein
Guðrún debütierte knapp einen Monat vor ihrem 15. Geburtstag am 12. August 1996 für KR Reykjavík in der isländischen Liga, als sie beim 7:2 gegen ÍBV Vestmannaeyjar zur zweiten Halbzeit eingewechselt wurde. Im Laufe der Saison, die KR als Vizemeister beendete, kam sie noch zu zwei weiteren Spielen. 1997 wurde sie in zehn von 14 Ligaspielen eingesetzt, erzielte auch ein Tor und wurde mit KR erstmals Meister. Im Pokal scheiterten sie aber im Halbfinale am Stadtrivalen Valur, konnten aber den Supercup gegen Breiðablik gewinnen. 1998 wurde sie in allen Ligaspielen eingesetzt und konnte mit KR die Meisterschaft verteidigen, verlor aber im Pokalfinale und Supercup gegen Breiðablik. 1999 wurde die Meisterschaft ungeschlagen verteidigt und der Pokal gegen den Rivalen Breiðablik gewonnen. Im folgenden Jahr konnte Breiðablik dann den Spieß umdrehen und KR blieb nur die Vizemeisterschaft und die Finalteilnahme im Pokal. 
Von 2001 bis 2005 studierte sie an der University of Notre Dame und spielte dort für die „Notre Dame Fighting Irish“.
2001 konnte sie daher nur die ersten sechs Saisonspiele in Island mitmachen und wurde im sechsten Spiel, ihrem 50. Ligaspiel in Folge nach 31 Minuten ausgewechselt. KR wurde dann erneut Vizemeister und schied im Pokalhalbfinale aus. 2002 wurde sie in den ersten vier Spielen eingesetzt, aber im vierten Spiel nach 20 Minuten ausgewechselt. Sie kam dann erst knapp einen Monat später beim siebten Spiel wieder zum Einsatz, fehlte dann aber wieder ab dem elften Spiel. In nur acht Spielen erzielte sie aber erstmals zwei Ligatore und KR wurde erneut Meister. Beim einzigen verlorenen Spiel, einer Heimniederlage gegen ÍBV war sie nicht dabei. Im Pokal konnte sie nur beim 6:1-Viertelfinalsieg gegen Breiðablik mitwirken, das Finale gewannen ihre Mitspielerinnen dann ohne sie mit 4:3 gegen Rivale Valur. 2003 konnte sie nur in der Hinrunde mitwirken und fehlte dann auch im mit 2:4 verlorenen Pokalviertelfinale. KR konnte aber die Meisterschaft verteidigen. 2004 verlor sie dann zu Saisonbeginn im Supercup gegen Valur, fehlte in den ersten neun Liga-Spielen nur beim Vierten, aber dann den Rest der Saison und beim verlorenen Pokalhalbfinale. KR musste sich erstmals nach acht Jahren unter den ersten beiden Mannschaften mit dem dritten Platz in der Liga begnügen. 2005 fehlte sie zwar nur bei einem Ligaspiel, die Saison lief aber für KR noch schlechter, denn sie wurden nun sogar nur Vierter und verloren dann auch im Pokalfinale mit 1:4 gegen Breiðablik. 
Zur Saison 2006 wechselte sie dann zum Dauerrivalen Breiðablik, wurde dort aber nur Vizemeister und verlor im Pokalfinale im Elfmeterschießen gegen Valur. 2007 wurde sie dann Mannschaftskapitänin und kam erstmals seit 2000 wieder in allen Ligaspielen zum Einsatz, nun sogar 16, nachdem die Liga um einen Verein aufgestockt wurde. Zudem erzielte sie sechs Tore, so viele wie in keiner anderen Saison. Für Breiðablik sprang aber nur der dritte Platz heraus und im Pokalhalbfinale verloren sie mit 3:7 gegen ihren alten Verein.
Guðrún kehrte dann zur Saison 2008 zu KR zurück und wurde in allen 18 Spielen der nun auf zehn Mannschaften ausgedehnten Liga eingesetzt, wurde am Ende aber nur Vizemeister. Allerdings konnte der Pokal durch einen 4:0-Finalsieg gegen Valur gewonnen werden, nachdem sie zu Saisonbeginn das Supercup-Spiel gegen Valur noch verloren hatten.
Zur Saison 2009 wurde sie dann nach Schweden ausgeliehen und bestritt 17 Spiele in der Damallsvenskan für Djurgården Damfotboll. Nachdem sie dort US-Spähern aufgefallen war, wurde ihr ein Vertrag für die erste Saison der neuen WPS angeboten. Aufgrund einer bei der EM 2009 erlittenen Kopfverletzung, die sich nachträglich als schwerwiegend herausstellte, musste sie aber ihre Karriere beenden und konnte auch die Saison mit Djurgården nicht zu Ende spielen. Ein Comebackversuch vier Jahre später blieb erfolglos.

### Nationalmannschaft
Guðrún bestritt 1996, 1997 und 1998 dreizehn Länderspiele für die isländische U-17-Mannschaft beim Nordic Cup. 1997 bestritt sie zudem ein Spiel mit der U-19-Mannschaft. 1998 und 1999 nahm sie dann mit der U-21-Mannschaft am Nordic Cup in der höheren Altersklasse teil. Unmittelbar nach dem 1999er Nordic Cup spielte sie dann nochmals in sechs Spielen für die U-19-Mannschaft in der ersten und zweiten Qualifikationsrunde für die U-18-Fußball-Europameisterschaft der Frauen 2000, konnte sich aber mit ihrer Mannschaft nicht für die Endrunde qualifizieren.
Ihr erstes A-Länderspiel absolvierte Guðrún am 14. Oktober 1999 mit 17 Jahren bei der 0:5-Niederlage in der Qualifikation für die EM 2001 gegen Titelverteidiger Deutschland. Dabei wurde sie in der 65. Minute eingewechselt. Sie war dann sofort Stammspielerin und bestritt die nächsten sieben Spiele jeweils über die vollen 90 Minuten, spielte zwischendurch aber noch mit der U-21-Mannschaft beim Nordic Cup 2000. Dann folgte für sie eine Länderspielpause von einem Jahr, in der sie für zwei Spiele nicht nominiert wurde, aber in der Zeit, in der die Länderspiele stattfanden auch keine Ligaspiele in Island bestritt. Nach der Pause wurde sie am 30. September 2001 dann gegen Spanien zum zweiten und letzten Mal eingewechselt. Sie stand danach in allen Spielen, bei denen sie zum Einsatz kam in der Startformation, auch wenn es immer mal wieder Pausen von ein bis vier auch wichtigen Spielen gab, bei denen sie nicht im Kader stand. 2002 nahm sie dann auch noch ein letztes Mal mit der U-21-Mannschaft am Nordic Cup teil. 
Am 8. Oktober 2006 wurde sie beim 1:2 gegen die USA in ihrem 33. Länderspiel zum ersten Mal ausgewechselt, was danach nur noch dreimal geschehen sollte. Am 12. März 2008 erzielte sie in ihrem 46. Länderspiel, dem Spiel um Platz 7 beim Algarve-Cup in der 90. Minute ihr einziges Länderspieltor zum 3:0-Endstand gegen Finnland. Am 21. August bestritt sie dann als neunte Isländerin ihr 50. Länderspiel.
Für eine EM- oder WM-Endrunde konnte sich Island bis dahin nie qualifizieren. In der Qualifikation für die EM 2009 konnten sich die Isländerinnen dann in den Playoffspielen gegen Irland durchsetzen und sich erstmals für eine Endrunde qualifizieren. In Finnland trafen sie in ihrem ersten Endrundenspiel auf Frankreich und verloren mit 1:3. Weitere Gegner waren Vize-Europameister Norwegen und Titelverteidiger Deutschland, gegen die aber nur jeweils knapp mit 0:1 verloren wurde. Island war damit die Mannschaft, die gegen den späteren Europameister Deutschland die wenigsten Tore kassierte. Durch eine bei der EM erlittene Kopfverletzung kam sie dann aber zu keinen weiteren Länderspielen. So endete ihre Nationalmannschaftskarriere mit dem 65. Länderspiel wie sie begonnen hatte – mit einer Niederlage gegen Deutschland. In ihren 65 Länderspielen hatte sie zwar nur ein Tor erzielt, als Innenverteidigerin aber auch nur eine Gelbe Karte erhalten.

## Erfolge
- Isländischer Meister: 1997, 1998, 1999, 2002, 2003 (mit KR Reykjavík)
- Isländischer Pokalsieger 1999, 2002 (ohne Einsatz im Finale), 2008 (alle mit KR Reykjavík)
- Isländischer Supercupsieger 1997 (mit KR Reykjavík)

## Auszeichnungen
- Junge Spielerin des Jahres 1999[12]

## Privates
2005 machte sie ihren Bachelor in Finanzen an der University of Notre Dame und 2008 den Master an der Universität Island.
Während der EM in Finnland wurde sie von den Lesern der größten finnischen Boulevardzeitung Ilta-Sanomat zur schönsten Spielerin der EM gewählt. Seit 2009 arbeitet sie als Investmentbankerin für die Schwedische Reichsbank und die Isländische Zentralbank.